# پیتی (بازیکن فوتبال)
پیتی (انگلیسی: Piti؛ زادهٔ ۲۶ مهٔ ۱۹۸۱) بازیکن فوتبال اهل اسپانیا است.
از باشگاه‌هایی که در آن بازی کرده‌است می‌توان به باشگاه فوتبال هرکولس، باشگاه فوتبال رایو وایکانو، باشگاه فوتبال رئال ساراگوسا، باشگاه فوتبال رئال مورسیا، و باشگاه فوتبال گرانادا اشاره کرد.
وی همچنین در تیم ملی فوتبال کاتالونیا بازی کرده‌است.